# Choquequirao
Choquequirao (Berço de ouro, em quíchua) é a cidade irmã de Machu Picchu em Cuzco, Peru. Ela foi construída em pedra pelos Incas, a 3.085 metros de altitude. Era importante para o culto político e religioso e cheia de riquezas do mundo antigo. 

## História
Choquequirao foi um assentamento construído entre os séculos XV e XVI como parte ao Império Inca, ou mais corretamente do Tahuantinsuyo. O local teve dois grandes estágios de crescimento. Pachacuti fundou Choquequirao e posteriormente seu filho, Túpac Yupanqui, remodelou e estendeu-a após se tornar o Sapa Inca. 
De acordo com o Escritório peruano de Turismo, "Choquequirao foi provavelmente um dos pontos de verificação de entrada para o Vilcabamba, e também um centro administrativo que atende funções políticas, sociais e econômicas. Seu projeto urbano seguiu os padrões simbólicos da capital imperial, com lugares rituais dedicados a Inti (o deus sol inca) e aos antepassados, à terra, água e outras divindades, com mansões para administradores e casas para artesãos, armazéns, grandes dormitórios ou kallankas e terraços agrícolas pertencentes aos incas ou à população local. Espalhando-se por mais de 700 metros, a área cerimonial cai até 65 metros das áreas elevadas até a praça principal." A cidade também desempenhou um papel importante como um elo entre a Selva Amazônica e a cidade de Cusco.
Choquequirao foi um importante centro administrativo e religioso, construída no século XV (talvez em 1445), com cerca de 18 quilômetros quadrados. Atravessou os séculos como uma espécie de lenda para os exploradores, que o confundiam com a mitológica  cidade perdida de El Dorado. A redescoberta aconteceu somente em 1909, por  Hiram Bingham, dois anos antes de sua irmã sagrada Machu Picchu. 
O sítio se divide em 13 zonas diferentes, com setores agrícolas, residencias e cerimoniais. Ponto central da cidade, a Plaza Mayor é onde ficam as construções mais bem preservadas - incluindo um templo e a moradia real. Nessa parte de Choquequirao ficavam, em sua maioria, prédios administrativos. Perto da praça, casas residenciais de dois andares, com lugar para até oito pessoas, eram privilégios para a elite. Os moradores comuns, por sua vez,  ficavam em uma área mais afastada. O sistema de agricultura era bastante complexo, com aquedutos que aproveitavam as águas das neves do pico Salkantay para abastecer as plantações. Os templos celebram os deuses do Sol, da Terra e da Água. Um dos símbolos de Choquequirao são os desenhos de Lhamas brancas escavados nas rochas de uma enorme escadaria.
Com rótulo de cidade arqueológica "exclusiva", o governo peruano está com planos de aproveitar melhor o potencial turístico da cidade Em termos de beleza e magnitude, Choquequirao não perde em nada para Machu Picchu e para explorá-la é preciso andar 65 quilômetros em 5 dias pelo Parque Arqueológico de Choquequirao. Para chegar, é preciso descer quase 1,5 mil metros até um vale e, depois, subir 1,5 metros em um caminho muito íngreme até o sítio. 
Choquequirao ainda está parcialmente escavado e ainda resta muito a ser descoberto. Foi um dos últimos bastiões de resistência na serra de Vilcabamba entre 1537 e 1572 e refúgio do Filho do Sol (o "Inca"), Manco Inca Yupanqui, que fugiu de Cusco depois que seu cerco à cidade falhou em 1535. Gaças à "Instrução" de Titu Cusi Yupanqui (1570) e às várias cartas trocadas entre os espanhóis e os incas de Vilcabamba, pudemos conhecer os lugares onde se instalaram Manco Inca e seus filhos. 

## Galeria de fotos

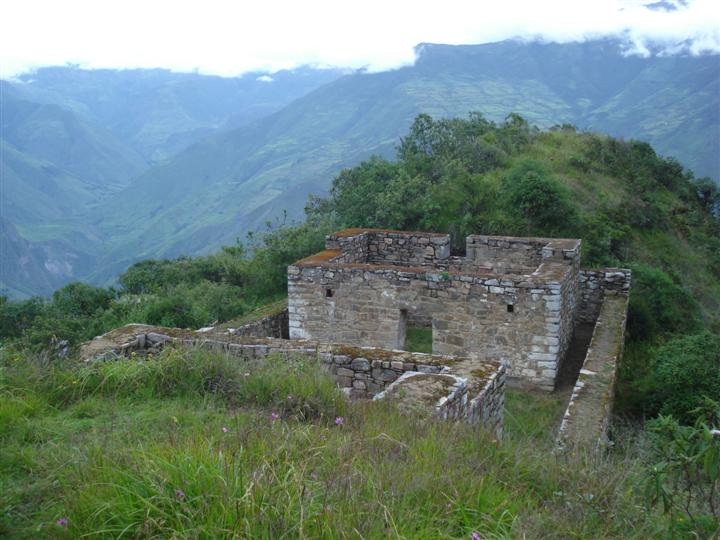
Edifícios gêmeos
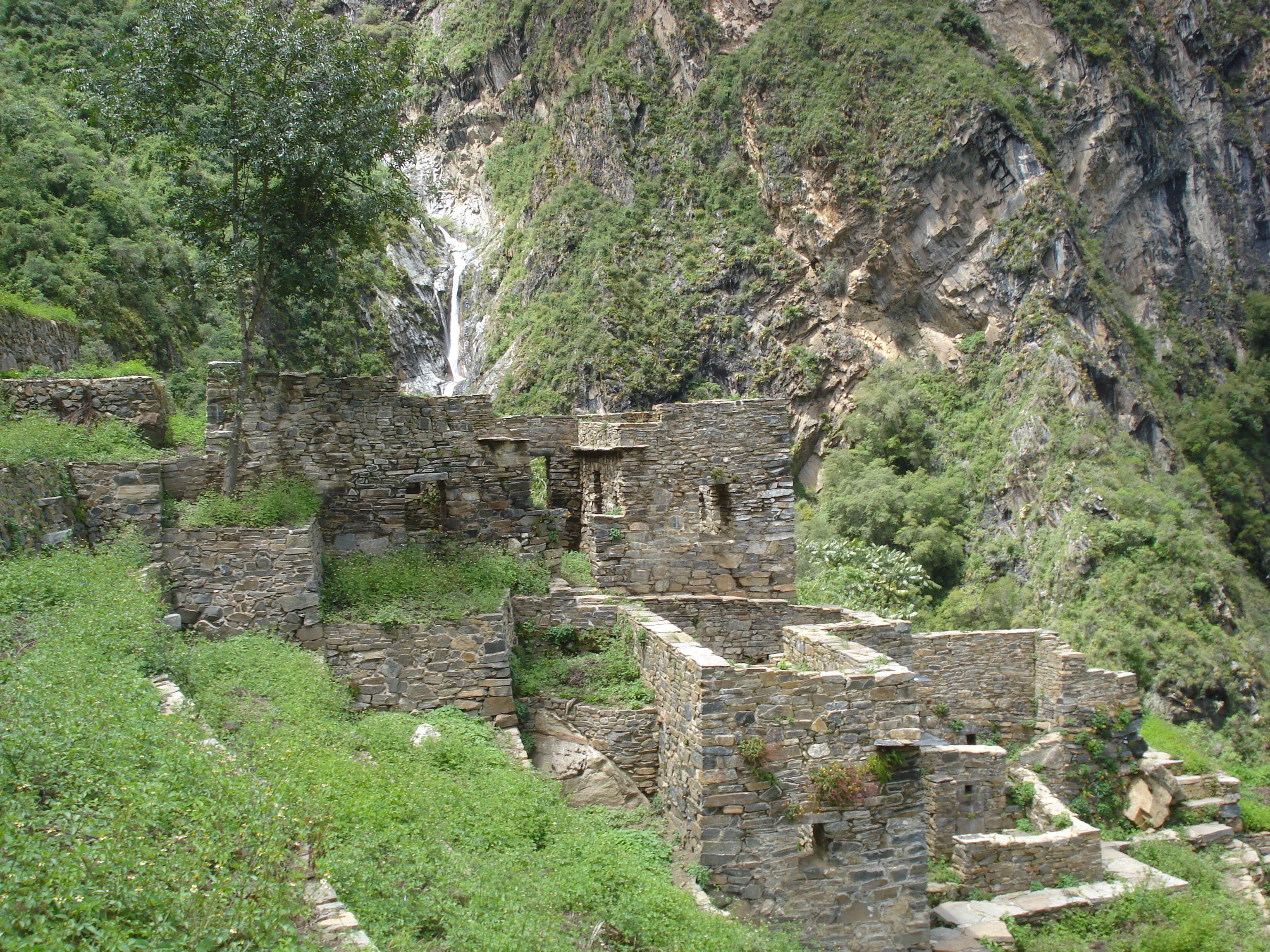
Terraços, casa e cascata
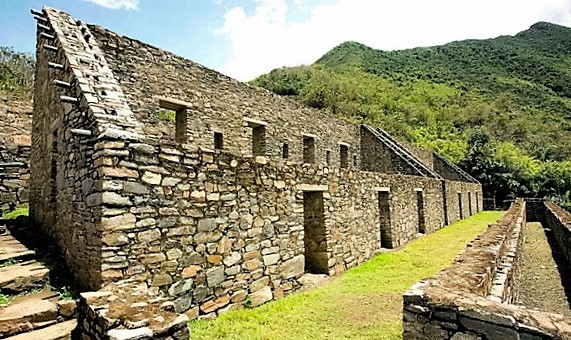
Estruturas principais
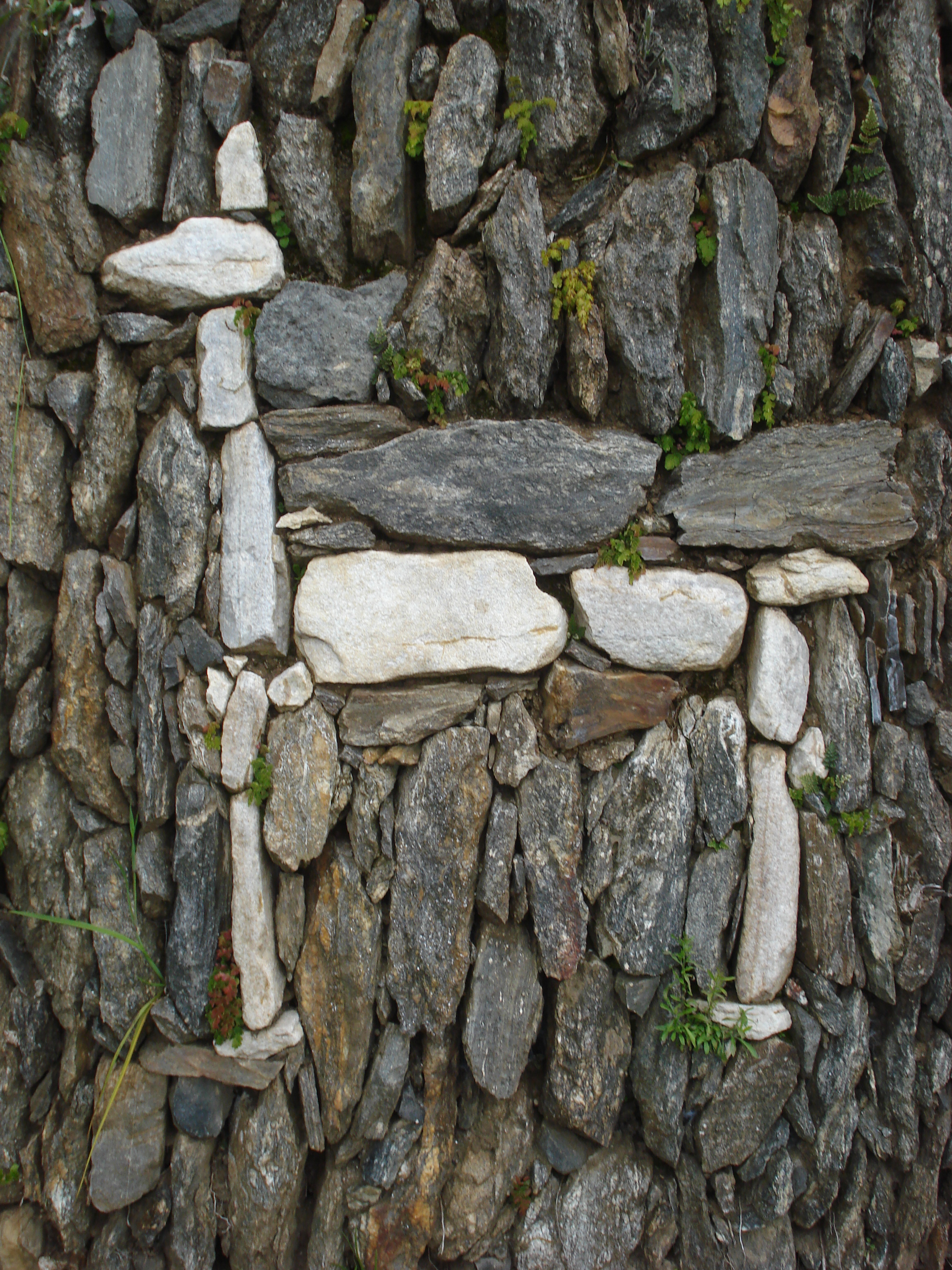
Lhama Branca de Pedra
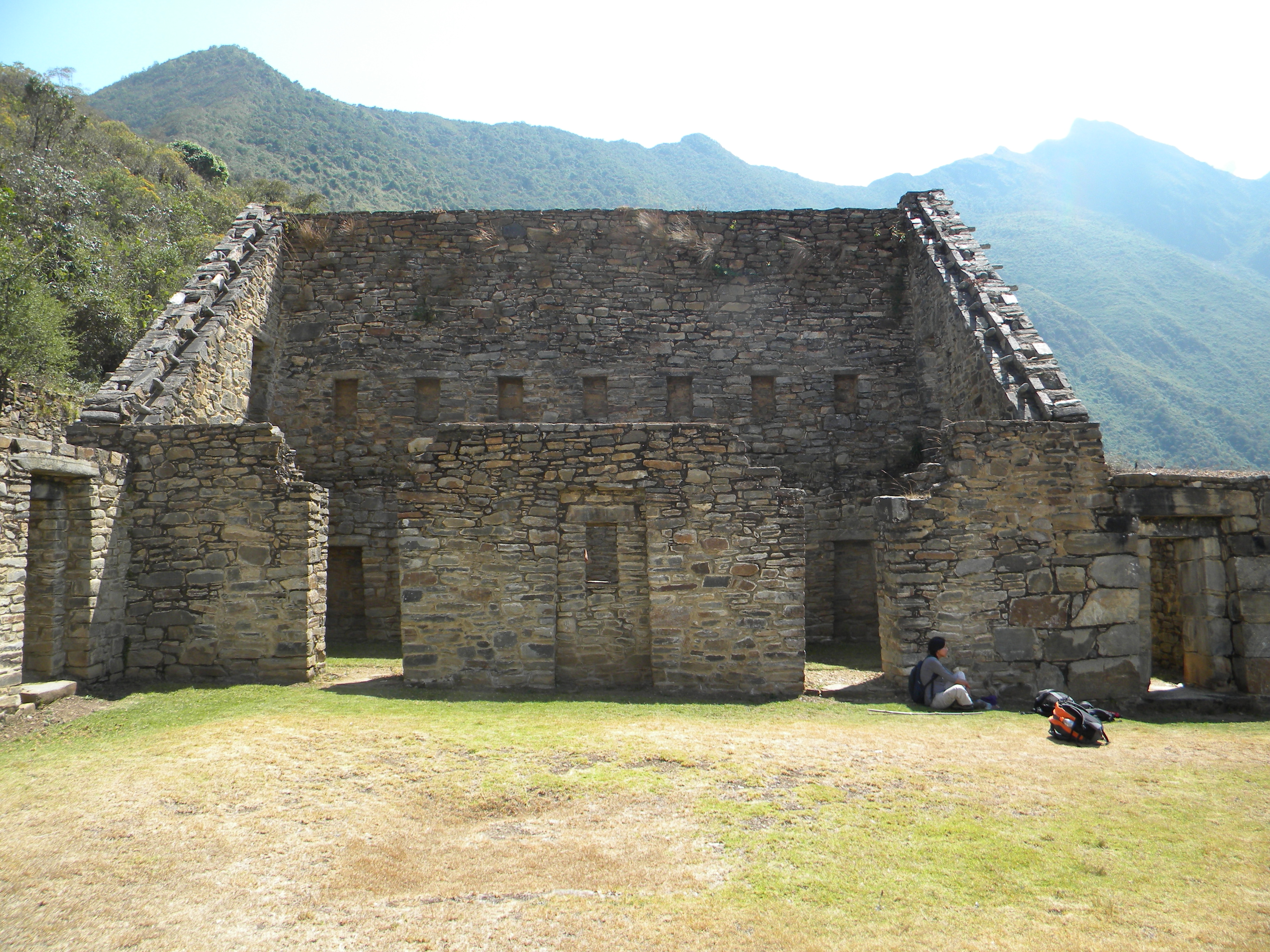
Construção localizada na praça principal de Choquequirao